# Licofrone
Licòfrone di Calcide (in greco antico: Λυκόφρων?, Lykóphrōn; Calcide, 330 a.C. circa – IV secolo a.C.) fu un poeta drammaturgo greco, uno dei poeti tragici della Pleiade.

## Biografia
Non si hanno molte notizie sulla vita di Licofrone né sulle sue opere. Secondo Suda, l'enciclopedia storica bizantina del X secolo, Licofrone era nato a Calcide, in Eubea, attorno al 330 a.C. da Socle (Σωκλῆς), ed era stato adottato dallo storico Lico di Reggio, una delle fonti delle sue opere.

## Opere
Il filologo bizantino Giovanni Tzetzes (Ἰωάννης Τζέτζης, XII secolo) gli attribuì 64 o 46 drammi oltre la sistemazione, su incarico di Tolomeo II Filadelfo, delle opere dei poeti comici nella biblioteca di Alessandria. Da questa attività trasse spunto per la redazione del trattato Sulla commedia (Περὶ κωμῳδίας), in oltre nove libri, andato perduto.

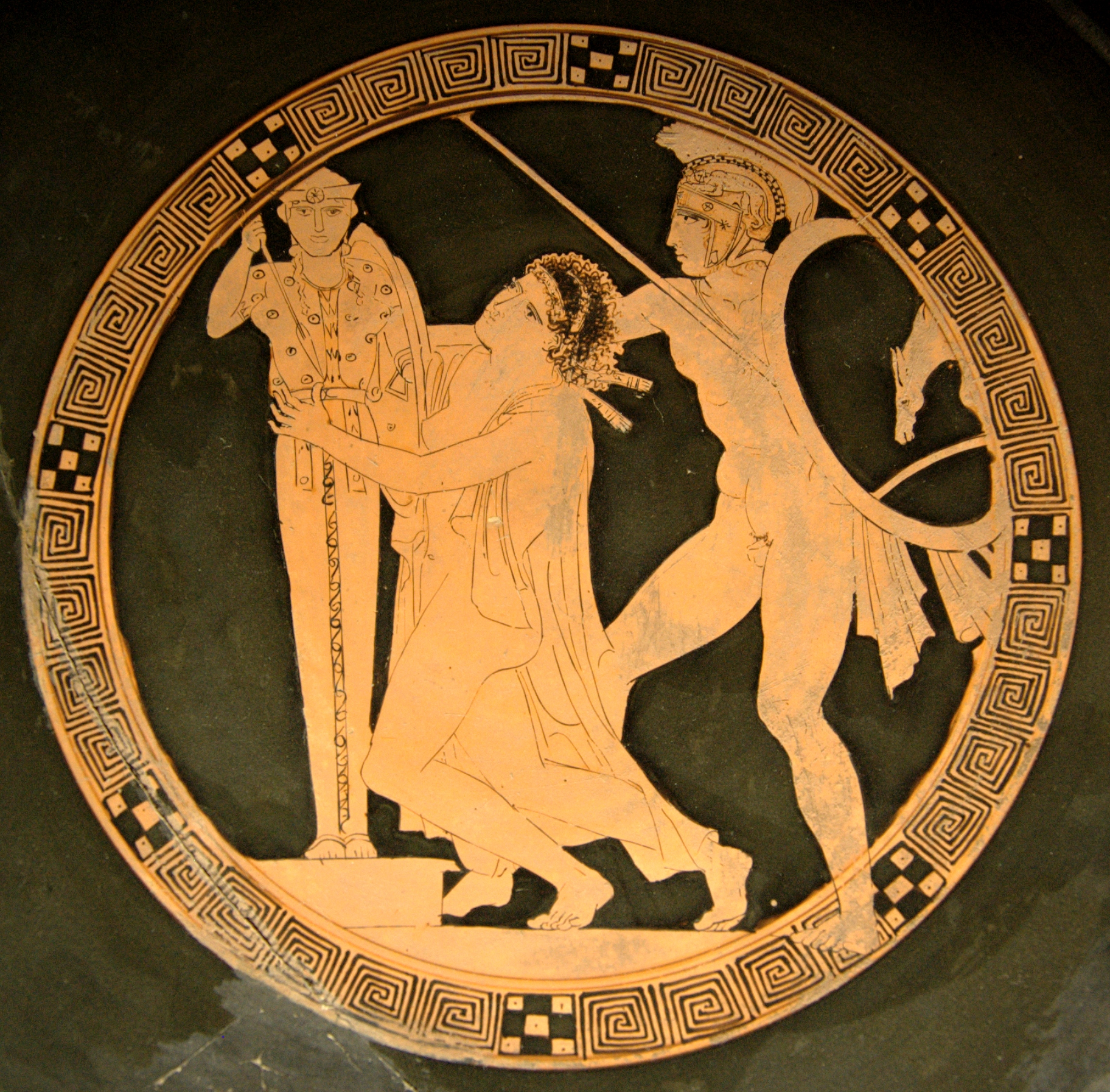
Aiace attacca Alessandra

A noi resta e, sia pure attribuitagli con qualche riserva, l'Alessandra (Ἀλεξάνδρα). Il poema, un lungo monologo epico-lirico in trimetri giambici comprendente un prologo e due epiloghi, narra le profezie di Alessandra, figlia di Priamo, la più bella fra le sue figlie.
()
Nell'opera si colgono tre momenti narrativi: il primo descrive il rapimento di Elena e la guerra che portò alla distruzione di Troia, il secondo, il più importante dal punto di vista storico, descrive le peripezie del ritorno in patria dei greci, la loro dispersione nell'occidente e la sua colonizzazione, il terzo esamina le cause dell'odio tra l'Europa e l'Asia.
Quest'ultima parte fa anche una descrizione etnogeografica delle differenze che oppongono i due continenti in una visione pessimistica dei loro rapporti.

 
L'esegesi dell'Alessandra non aiuta a individuare esattamente il suo autore né a inquadrarlo in un preciso spazio temporale, anzi ha posto e pone domande a cui sono state date risposte parziali e non esaustive. 
()
La lunga profezia di Alessandra sulla guerra di Troia e sulle conseguenze della guerra sui protagonisti che la animarono, la successione dei vaticini in cui si sviluppa il dramma, non sciolgono i dubbi sulla datazione dell'opera né sull'identità del suo autore. Per esempio, Alessandra profetizza che i discendenti romani dell'eroe troiano Enea avrebbero dominato il mondo; se non che nella prima metà del III secolo a.C., epoca in cui visse Licofrone, Roma non era ancora una potenza tale da rendere verosimile la profezia della futura grandezza da parte di un autore greco.

## Il mondo poetico e concettuale di Licofrone
Licofrone usa la metafora e gli enigmi, profondo conoscitore della mitologia parla attraverso essi; ama l'iperbole descrittiva, la ricercatezza stilistica, l'invenzione letteraria, lo stupefacente che impressiona, a volte oltre misura. 

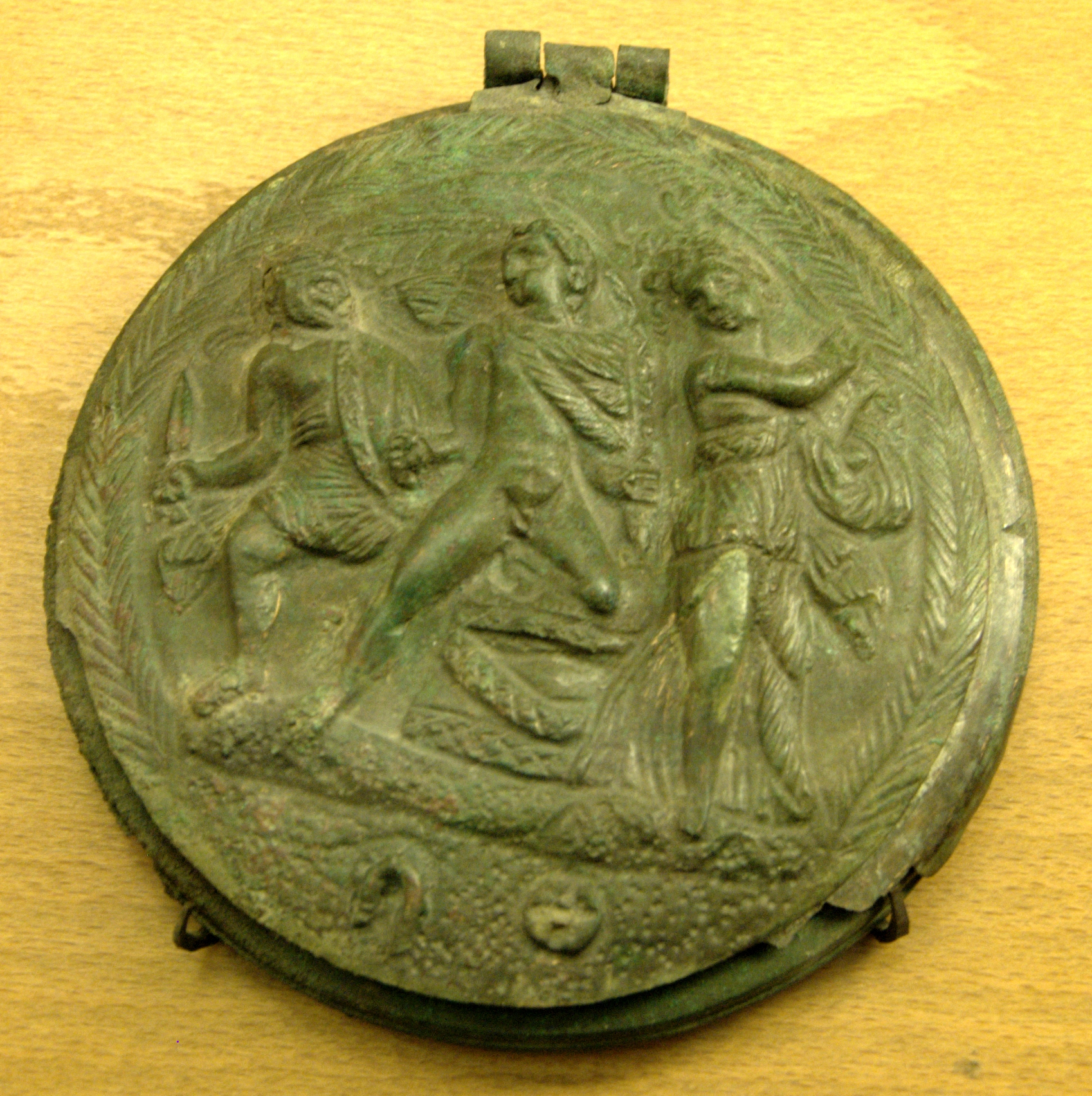
Ettore, Paride e Cassandra

Il suo stile quasi sempre oscuro si allontana dalla pacata eleganza alessandrina. 
()
Tutto questo, assieme al suo silenzio su avvenimenti tolemaici, concorre a rendere problematica la sua individuazione con il poeta della Pleaide e la avvicina a un diverso Licofrone di cui però sfugge l'immagine.

La sua metafora attinge al mondo animale per esaltare le caratteristiche fisiche o psichiche dei personaggi che descrive rendendoli al tempo stesso ambigui e difficili da identificare.
()

Il poeta rappresentò così, con dolcezza, Laodice e Polissena in due usignoli ed Ecuba nella cagna, intesa quest'ultima come metafora della modalità della sua morte, ossia lapidata, rifacendosi al mito descritto da Euripide. 
()
Ancora più ermetico il brano che descrive il ratto di Io, vergine bovina, ad opera dei Fenici, cani di Carne e lupi, dove l'individuazione dei personaggi richiede una conoscenza profonda dei miti che li riguardano.

Il brano assume una importanza particolare perché il poeta fa risalire a questo rapimento le ostilità che contrappongono l'Europa all'Asia. 
()
Licofrone fu un autore difficile ed erudito che si rivolgeva a un pubblico colto, capace di decifrare le sue metafore e i suoi enigmi.